# Информационно-поисковый язык
Информационно-поисковый язык (ИПЯ) — искусственный язык, представляющий совокупность средств для описания формальной и содержательной структуры для поиска (путём индексирования) по запросу пользователя.

## Структура
В ИПЯ можно выделить алфавит, лексику и грамматику.
- Алфавит — совокупность определенных символов для записи слов и выражений. Во многих языках для этого используются символы естественного языка: кириллица, латинский алфавит, арабские и римские цифры, знаки пунктуации.
- Лексика — совокупность всех использующихся в языке слов — лексических единиц.
- Грамматика — правила составления выражений. Грамматика во многих ИПЯ формальна, а в некоторых вообще отсутствует.

Для упорядочения лексических единиц при построении лексики служат парадигматические отношения, то есть смысловые отношения между лексическими единицами. Эти отношения устанавливаются и фиксируются в словаре языка, исходя из потребностей информационного поиска.

## Типы и виды ИПЯ

### Способ задания лексических единиц
1. Контролируемые — языки, словарный состав которых задается и контролируется с помощью словарей и таблиц. К ним относят различные системы классификации (УДК, ББК, классификация Дьюи).
  1. Язык предметных рубрик. На основе иерархической классификации строят систематические каталоги. На основе языка предметных рубрик строят предметные каталоги. Алфавитные каталоги — ручной поиск.
  2. Дескрипторные ИПЯ, а также язык ключевых слов — автоматический поиск.
2. Неконтролируемые — лексика не задается словарем, а строится на основе выбора терминов естественного языка. Такие ИПЯ широко начали применяться в последнее время.

### Порядок записи лексических единиц
1. Некоординируемые языки — не допускающие координации своих лексических единиц (нет связи между ними) ни в процессе индексирования, ни в процессе поиска. (система расстановки книг в библиотечном фонде, по инвентарным номерам).
2. Координируемые ИПЯ — языки, в которых лексические единицы связывается, координируются между собой или в процессе индексирования или в процессе использования.
  1. Предкоординируемые — связи между лексическими единицами устанавливаются перед поиском.
  2. Посткоординируемые — когда связи между лексическими единицами устанавливаются только при поиске.